# Skworczyk kruczy
Skworczyk kruczy (Aplonis corvina) – gatunek średniej wielkości ptaka z rodziny szpakowatych (Sturnidae). Występował na wyspie Kosrae (wschodnie Wyspy Karolińskie, Mikronezja). Znany współcześnie z pięciu okazów muzealnych pozyskanych w grudniu 1827, uznany za wymarłego.

## Taksonomia
Po raz pierwszy gatunek opisał Heinrich von Kittlitz w 1833; odkrył go podczas podróży na korwecie „Sieniawin” m.in. poprzez Morze Beringa i Wyspy Karolińskie. Nowemu gatunkowi nadał nazwę Lamprothornis corvina. Obecnie (2017) Międzynarodowy Komitet Ornitologiczny umieszcza skworczyka kruczego w rodzaju Aplonis. Gatunek znany był pierwotnie z 6 okazów pozyskanych przez Kittlitza w 1827 (on sam odnotował, że pozyskał trzy okazy). Współcześnie zlokalizowano ich 5 (stan z 2002): trzy ma w swoich zbiorach Rosyjska Akademia Nauk, dwa Muzeum Historii Naturalnej w Lejdzie.

## Morfologia
Długość ciała wynosiła 25–29,2 cm (u 5 okazów muzealnych). Wymiary szczegółowe dla trzech znanych okazów, w kolejności (RAN) młodociany/ostatnia szata młodociana/dorosły (MHN w Lejdzie) młodociany (samica?)/dorosły (samiec?): długość skrzydła – 140/142/145/137/136 mm, długość ogona – 100/100/105/97/104 mm, długość dzioba (od koniuszka po nasadę w czaszce) – 31/32,9/33,5/31/30 mm, długość skoku – 38,7/38/38,2/35/33,5 mm. Według opisów upierzenie tych ptaków było całkowicie czarne, połyskliwe. Dziób był długi, wygięty. Ogon długi. Tęczówka czerwona. Osobniki młodociane miały być jasnożółte z brązowoczarnymi plamami (najgęstszymi w górnych partiach ciała), tęczówki zaś były jasnobrązowe. Informacje te nie zgadzają się jednak częściowo z upierzeniem znanych okazów.

## Zasięg, ekologia i zachowanie
Gatunek znany wyłącznie z Kosrae (wschodnie Wyspy Karolińskie, Mikronezja). Kittlitz był jedynym przyrodnikiem, który na żywo oglądał te ptaki i pozyskiwał okazy (w okresie od 15 do 30 grudnia 1827); wszystkie informacje pochodzą więc od niego. Środowiskiem życia skworczyków kruczych były górskie lasy w centrum wyspy. Miały żywić się między innymi dużymi owadami i jaszczurkami, owocami, połykały także małe kamyki (gastrolity). Prowadziły samotniczy tryb życia, a ich głos, którym wabiły partnera, miał być głośny i powtarzalny (Kittlitz nie opisał, jak dokładnie brzmiał).

## Status
IUCN uznaje skworczyka kruczego za gatunek wymarły (EX – extinct). Gatunek znany jest wyłącznie z okazów pozyskanych w 1827. Nie został odnotowany na wyspie przez Finscha w 1880. Niegdyś wyspę regularnie odwiedzali wielorybnicy, którzy zaopatrywali się tu w zapasy i w kobiety. Prawdopodobnie to wycinanie przez nich lasów spowodowało wymarcie skworczyków kruczych. Na wyspie obecne są szczury, jednak nie spowodowały one wymarcia występującego na wyspie skworczyka mikronezyjskiego (A. opaca). Okoliczności wymarcia gatunku są jednak zagadkowe; kiedy Finsch odwiedził wyspę w 1880, populacja Kosrae liczyła zaledwie 300 osób, las w centrum wyspy musiał więc jeszcze stanowić ostoję tych ptaków. Rdzenna ludność, zdziesiątkowana przez przybyszów z Zachodu, nie zapuszczała się w lasy w centrum wyspy; podobnie i Finsch nie zbadał interioru Kosrae. Do wymarcia mogli się również przyczynić myśliwi. Skworczyków kruczych nie stwierdzono także w 1931, kiedy wyspę przeszukiwał F.J. Coutlas z Whitney South Sea Expedition.